# آماری میلر
آماری میلر (انگلیسی: Amari Miller؛ زادهٔ ۴ نوامبر ۲۰۰۲) بازیکن فوتبال اهل بریتانیا است.